# Duparquet
Duparquet es una localidad con el estatus de ciudad en la provincia de Quebec, Canadá. Está ubicada en el condado regional de Abitibi-Ouest y a su vez, en la región administrativa de Abitibi-Témiscamingue. Hace parte de las circunscripciones electorales de Abitibi-Ouest a nivel provincial y de Abitibi-Temiscamingue a nivel federal.

## Geografía
Duparquet se encuentra ubicada en las coordenadas 48°30′00″N 79°14′00″O / 48.50000, -79.23333. Según Statistics Canada, tiene una superficie total de 123,57 km² y es una de las 1135 municipalidades en las que está dividido administrativamente el territorio de la provincia de Quebec.

## Demografía
Según el censo de 2016, había 666 personas residiendo en esta localidad con una densidad poblacional de 5,39 hab./km². Los datos del censo mostraron que de las 657 personas censadas en 2011, en 2016 hubo un aumento poblacional de 9 habitantes (1,37%). El número total de inmuebles particulares resultó de 389 con una densidad de 3,15 inmuebles por km². El número total de viviendas particulares que se encontraban ocupadas por residentes habituales fue de 312.